# Paul af Württemberg
Paul af Württemberg (født 19. januar 1785, St. Petersburg i Rusland, død 16. april 1852, Paris i Frankrig) var en prins af Württemberg. Han var søn af Friedrich 1. af Württemberg og Augusta Karolina af Braunschweig-Wolfenbüttel. Han giftede sig 28. september 1805 med Charlotte af Sachsen-Hildburghausen.

## Barn
- Pauline af Württemberg